# Periodismo computacional
El Periodismo computacional se puede definir como un campo interdisciplinar en el que la computación se aplica a las diversas especialidades o dimensiones relacionadas con el periodismo que requieren competencias informáticas. Puede entenderse como una evolución racional del periodismo de investigación, pero con sus propias herramientas y habilidades. La persona que lo lleva a cabo debe ser un periodista con conocimientos en big data, además de crear sus artículos mediante el análisis de datos. 

## Historia y concepto
El periodismo está sufriendo transformaciones. Una de ellas es el perfil computacional que está adquiriendo debido a que la tencnología se va introduciendo cada vez más en la sociedad. El problema del periodismo se encuentra en la incorporación tecnológica en las tareas que desempeñan los profesionales de la comunicación. Para conseguir esto, los periodistas tienen que seguir una "doble vía" manteniendo las características básicas del periodismo, además de incluir una buena formación tecnológica.
Este nuevo campo surgió en el año 2006, en el Instituto Tecnológico de Georgia (EE. UU.), donde se impartieron cursos sobre esta materia con el profesor Irfan Essa. En febrero de 2008, el mencionado instituto fue la sede de un Symposium sobre Computación y Periodismo, que atrajo a varios investigadores informáticos y periodistas de Atlanta. En julio de 2009, el Centro para el Estudio Avanzado de las Ciencias del Comportamiento (CASBS) en la Universidad de Stanford fue la sede de un taller para impulsar este campo, organizando su propio workshop. Posteriormente, en 2013, tuvo lugar la segunda edición del Simposio sobre Computación y Periodismo en la cuna del periodismo computacional, la Universidad Tecnológica de Georgia, también en Atlanta. Las dos siguientes ediciones fueron organizadas por la Universidad de Columbia. La última edición tuvo lugar en 2016 nuevamente en la Universidad de Stanford.
El periódico británico The Guardian fue el primero en adoptar este tipo de periodismo en el año 2009. Todo comenzó con las filtraciones que recibían las redacciones en aquel momento, las cuales hicieron que el desarrollo informático fuese una oportunidad para aprovechar las fuentes e inventar un nuevo modelo para los lectores. Empiezan a crear y publicar documentos con informaciones de gastos personales de los parlamentarios británicos. Esto dio lugar al crowdsourcing, cuando los lectores con solo registrarse podían convertirse en ayudantes de la investigación. Una vez publicados todos los informes, los parlamentarios asumieron todos sus gastos provocando una investigación oficial. Fue así como el periódico consiguió reconocimiento y prestigio ya que pudo llevar a cabo una exploración de una manera que ningún otro periódico de la competencia lo hacía, aprovechando las oportunidades que ofrecen las nuevas tecnologías. 
Conceptos como periodismo digital o cibermedios están implantados. Sin embargo, estos términos no sirven para referirse a las nuevas tendencias que comienzan a surgir en los grandes medios. Por ello, el concepto de periodismo computacional ha empezado a tener cada vez más influencia. Además, se puede entender de dos maneras. En primer lugar, este término posee una lectura continuista, es decir, el uso de la tecnología en las actividades realizadas por los profesionales de la comunicación provoca que el proceso sea más ágil y optimizado. En segundo lugar, una lectura disruptiva que va ligada a las nuevas formas de hacer periodismo cuando este incorpora un uso intensivo de la tecnología. Así se van creando nuevas herramientas y enfoques periodísticos.

## Dimensiones
El periodismo computacional deriva de la rama de la información, pero gran parte de las competencias proceden también de las ciencias de la documentación. 

### Curación de contenidos
En primer lugar, una de las dimensiones más importantes es la curación de contenidos. Reúne varias competencias con las que el periodista puede de manera sencilla, buscar, evaluar y seleccionar informaciones útiles para después difundirlas. Para ello, además de necesitar un perfil comunicador, es necesario tener conocimientos sobre la información digital. Las ciencias de la documentación aportan competencias como fuentes de información, su búsqueda y obtención de esta, y evaluación de los medios digitales. Esto se aplica principalmente a los cibermedios mediante un análisis realizado por terceros. Esto quiere decir que en la curación de contenidos, el periodista publica una información que anteriormente ha buscado en fuentes para contrastar y obtener contenidos, convirtiéndose así en un profesional de creación de contenidos y de gestión de la información.

### SEO y comunicación
Por otro lado, otra dimensión es el SEO (Search Engine Optimization) y la comunicación. Consiste en aplicar este primero a los contenidos periodísticos. Para ello, se necesita que el periodista cuente con una buena información en SEO o que tenga buen conocimiento sobre comunicación social. Respecto a las ciencias de la documentación, estas aportan conocimientos sobre publicaciones digitales, lenguajes de la web, funcionamientos de los motores de búsqueda, arquitectura de la información, y diseño de sistemas de navegación y metadatos. Esto aplica al periodismo un crecimiento de la visibilidad de las creaciones periodísticas en plataformas como redes sociales o páginas de resultados de los buscadores. Dicho de otro modo, un buen periodismo también necesita un buen SEO para que la relación que existe entre los contenidos periodísticos y su público no peligre. La mayor parte del tráfico de los medios de comunicación o cibermedios provienen de los buscadores y de las redes sociales. Es por eso que hasta los grandes contenidos periodísticos, sin estrategias de posicionamiento, pueden llegar a perder una parte de su público.

### Búsqueda y verificación de la información
Por último, la tercera dimensión consiste en la búsqueda y verificación de la información. Aquí las competencias relacionadas con las estrategias de búsqueda son necesarias para verificar la credibilidad informativa. Para ello, se necesitan destrezas en búsquedas de información en redes sociales, en dominios concretos, o incluso en algunas nuevas formas como la búsqueda de imágenes a partir de otras imágenes, entre otras. Esta dimensión es importante para los medios de comunicación que quieren beneficiarse de todas las informaciones existentes en las redes sociales, y, para ello, necesitan verificar su validez.

## Otras denominaciones
La terminología de periodismo computacional es variada debido a que su alcance no está limitado. Sin embargo, se han empleado diferentes denominaciones para referirse al concepto de periodismo computacional desde su origen. Las más conocidas son: periodismo algorítmico, periodismo aumentado, periodismo automático, periodismo de datos, y por último, periodismo robot.